# Bearcreek
Cet article possède un paronyme, voir Bear Creek.
Bearcreek est une municipalité américaine située dans le comté de Carbon au Montana. Selon le recensement de 2010, sa population est de 79 habitants. La municipalité s'étend sur 0,12 mille carré (0,31 km2).
Bearcreek est fondée en 1906 lors de l'arrivée du chemin de fer. La localité se développe grâce à ses mines, fournissant notamment du charbon pour le Northern Pacific Railroad et l'Anaconda Copper. Elle connaît le déclin depuis la fin de la Seconde Guerre mondiale.